# إيرينيئوس (مطران سائر أمريكا وكندا)
إيرينيئوس، واسمه العلماني إيفان دميترييفيتش بيكيش، (بالبولندية: Iwan Dmitrijewicz Bekisz، بالروسية: Иван Дмитриевич Бекиш، بالإنجليزية: Ivan Dmitriyevich Bekish)؛ (2 أكتوبر 1892 في ميتسيرزيك بودلاسكي، محافظة لوبلين، الإمبراطورية الروسية (الآن بولندا) – 18 مارس 1981 في نيويورك، الولايات المتحدة) كان أسقف الكنيسة الأرثوذكسية في أمريكا، رئيس أساقفة نيويورك، ومطران سائر أمريكا وكندا بين 23 سبتمبر 1965 و25 أكتوبر 1977 تاريخ استقالته إثر تعكر حالته الصحية.
شارك المطران إيرينيئوس في المفاوضات التي أدت إلى منح الاستقلال الذاتي للكنيسة الأرثوذكسية في أمريكا عام 1970، بعد إذ كانت في السابق خاضعة لسلطة الكنيسة الروسية الأرثوذكسية. وكرئيس لكنيسة أمريكا الحائزة على الاستقلال، حصل إيرينيئوس على لقب صاحب النيافة، رغم أن معظم البطريركيات القديمة لا تعترف رسميا باستقلال مطرانية أمريكا..
في أوائل 1974، ناشد إيرينيئوس سينودوس الكنيسة في أمريكا تعيين مطران جديد لتدهور حالته الصحية، وعليه، عُين سيلفستر، رئيس أساقفة مونتريال كمعوض، إلى حين تقاعد إيرينيئوس رسميا في 1977 ثم انتخاب ثيودوسيوس مكانه. مكث إيرينيئوس في مركز لرعاية المسنين حتى رقد في الرب يوم 18 مارس 1981 في نيويورك إثر نوبة قلبية.

## وصلات خارجية
- صاحب الغبطة المطران إيرينيئوس